# Halpanen
Halpanen är en sjö i kommunen S:t Michel i landskapet Södra Savolax i Finland. Arean är 40 hektar och strandlinjen är 6,57 kilometer lång. Sjön  ingår i Vuoksens huvudavrinningsområde.   Den ligger omkring 11 kilometer nordöst om S:t Michel och omkring 220 kilometer nordöst om Helsingfors. 